# Popis pruskih kraljeva
1618. se vojvodina Pruska ujedinila s Brandenburškom markom u personalnu uniju pod dinastijom Hohenzollern. 
1701. Pruska je postala kraljevinom nakon formalnog odobrenja njemačko-rimskog cara Leopolda I. kao nagrada što je Pruska bila na strani Habsburgovaca u Ratu za španjolsko nasljedstvo. Službeno su je ukinuli Saveznici godine 1947. 
| Ime                                      | Vrijeme vladanja                   | Primjedbe                                                                                |
| ---------------------------------------- | ---------------------------------- | ---------------------------------------------------------------------------------------- |
| Izborni knez Fridrik III. (*1657.)       | 1688. – 1713.                      | od 1701. kao Fridrik I. kralj 'u Pruskoj (König in Preußen)                              |
| Fridrik Vilim I. Vojnički kralj (*1688.) | 1713. – 1740.                      |                                                                                          |
| Fridrik II. Veliki (*1712.)              | 1740. – 1786.                      | od 1772. kralj Pruske (König von Preußen)                                                |
| Fridrik Vilim II. (*1744.)               | 1786. – 1797.                      |                                                                                          |
| Fridrik Vilim III. (*1770.)              | 1797. – 1840.                      |                                                                                          |
| Fridrik Vilim IV. (*1795.)               | 1840. – 1861.                      |                                                                                          |
| Vilim I. (*1797.)                        | 1861. – 1888.                      | od 1871. car ujedinjene Njemačke. Hohenzollerni su i dalje zadržali titulu kralja Pruske |
| Fridrik III. (*1831.)                    | 9. ožujka 1888. – 15. lipnja 1888. |                                                                                          |
| Vilim II. (*1859.)                       | 1888. – 1918.                      | († 1941. u nizozemskom egzilu)                                                           |